# Seu del Col·legi d'Arquitectes a Osona
La Seu del Col·legi d'Arquitectes a Osona és una obra de Vic (Osona) inclosa a l'Inventari del Patrimoni Arquitectònic de Catalunya.

## Descripció

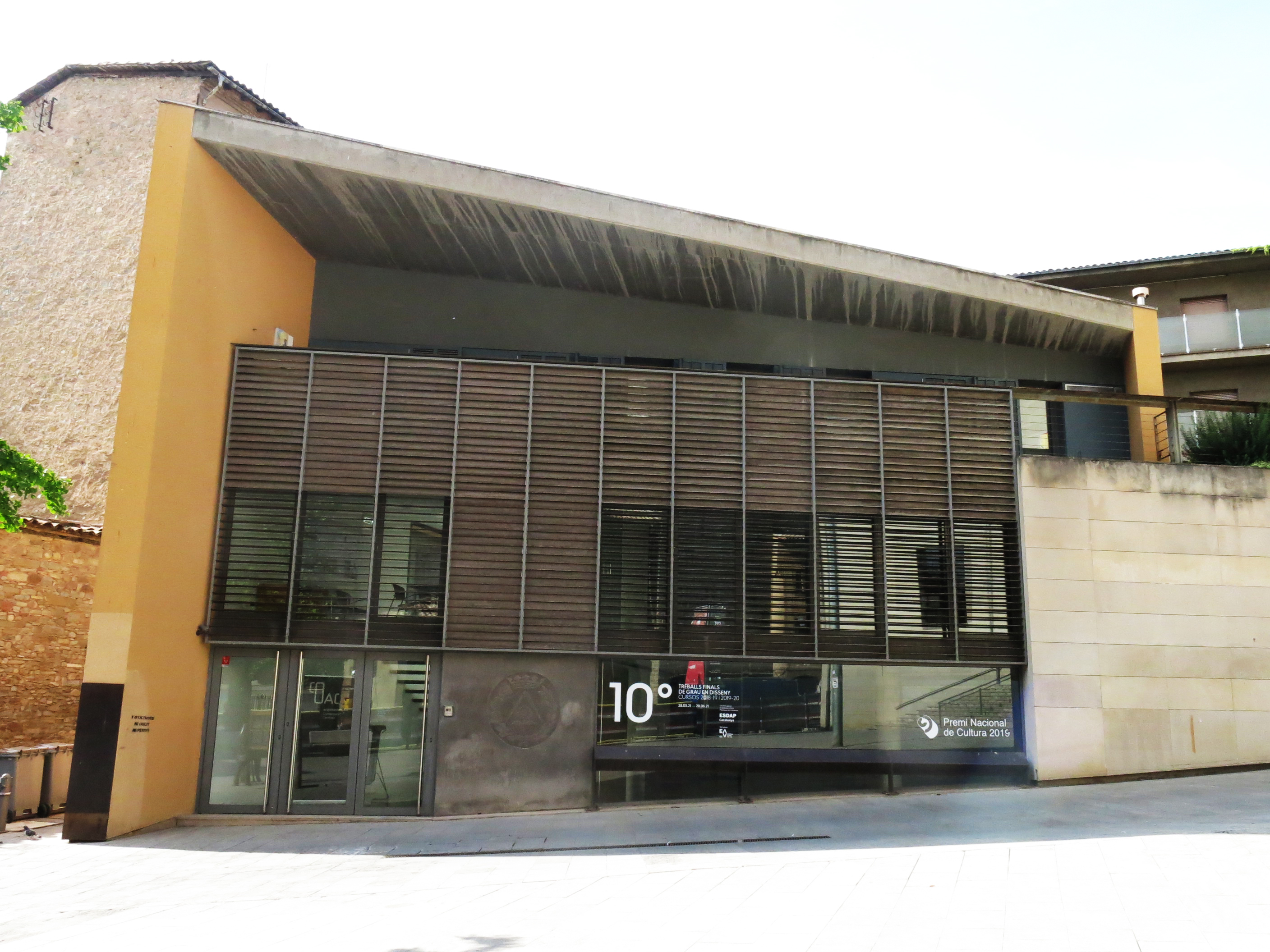
Detall de la façana

Edifici adaptat a la configuració de la plaça on es troba, tot prenent com a referència els immobles que la tanquen per les tres cares restants: un bloc d'habitatges, el vell edifici del Museu Episcopal i la catedral. La Seu prolonga el mur del carrer lateral i s'obre cap a la plaça, tot generant una nova façana. Per tal de garantir l'adaptació de l'edifici al seu entorn, els arquitectes empraren revestiments de pedra, estucats i gelosies de fusta.

## Història
Aquest edifici va ser construït amb la voluntat d'aproximar i representar els arquitectes de tota Catalunya, alhora que ofereix una proposta cultural més vinculada a l'entorn immediat. De fet, la Delegació d'Osona fou la primera Delegació del COAC a implantar-se a la província de Barcelona.
El projecte arquitectònic fou guanyador del “Concurs d'idees de la nova seu de la Delegació d'Osona del COAC”.